# Малянув (гмина)
Малянув (пол. Malanów) — гмина (волость) в Польше, входит как административная единица в Турекский повет, Великопольское воеводство. Население — 6504 человека (на 2004 год).